# Portland Trail Blazers 1992-1993
La stagione 1992-93 dei Portland Trail Blazers fu la 23ª nella NBA per la franchigia.
I Portland Trail Blazers arrivarono terzi nella Pacific Division della Western Conference con un record di 51-31. Nei play-off persero al primo turno con i San Antonio Spurs (3-1).

## Roster
| N° | Naz.                   | Ruolo | Sportivo          | Anno | Alt. | Peso |
| -- | ---------------------- | ----- | ----------------- | ---- | ---- | ---- |
| 00 | Stati Uniti (bandiera) | C     | Kevin Duckworth   | 1964 | 213  | 125  |
| 1  | Stati Uniti (bandiera) | G     | Rod Strickland    | 1966 | 191  | 79   |
| 2  | Stati Uniti (bandiera) | AC    | Mark Bryant       | 1965 | 206  | 111  |
| 3  | Stati Uniti (bandiera) | AC    | Clifford Robinson | 1966 | 208  | 102  |
| 4  | Stati Uniti (bandiera) | GA    | Dave Johnson      | 1970 | 201  | 95   |
| 6  | Stati Uniti (bandiera) | AC    | Joe Wolf          | 1964 | 211  | 104  |
| 11 | Stati Uniti (bandiera) | G     | Delaney Rudd      | 1962 | 188  | 82   |
| 17 | Stati Uniti (bandiera) | GA    | Mario Elie        | 1963 | 196  | 95   |
| 22 | Stati Uniti (bandiera) | GA    | Clyde Drexler     | 1962 | 201  | 95   |
| 25 | Stati Uniti (bandiera) | A     | Jerome Kersey     | 1962 | 201  | 98   |
| 30 | Stati Uniti (bandiera) | G     | Terry Porter      | 1963 | 191  | 88   |
| 31 | Stati Uniti (bandiera) | A     | Tracy Murray      | 1971 | 201  | 102  |
| 52 | Stati Uniti (bandiera) | AC    | Buck Williams     | 1960 | 203  | 98   |
| 54 | Stati Uniti (bandiera) | C     | Reggie Smith      | 1970 | 208  | 109  |

## Staff tecnico
- Allenatore: Rick Adelman
- Vice-allenatori: Jack Schalow, John Wetzel, Kip Motta